# 岩松三郎
岩松 三郎（いわまつ さぶろう、1893年12月31日 - 1978年12月1日）は、日本の最高裁判所判事、弁護士。東京府出身。検事総長の佐藤藤佐は義弟。

## 略歴
- 1917年：東京帝国大学法科大学校法律学科卒業、同年、司法官試補[2]
- 1919年：東京地裁判事[2]
- 1924年：東京地裁部長[2]
- 1933年：東京控訴院判事[2]
- 1934年：東京控訴院部長[2]
- 1936年：大審院判事[2]
- 1939年：司法研修所教官[2]
- 1942年：広島地裁所長[2]
- 1944年：大阪地裁所長、東京地裁所長[2]
- 1946年：福岡控訴院長[2]
- 1947年：最高裁判事（ - 1956年）[2]
- 1956年：法務省特別顧問（ - 1978年）[2]

任官当初は検事であったが、前科19犯のスリを取り調べたときに机上に置いた懐中時計を盗まれた事件がきっかけで、上席検事に検事不適格とされ、裁判官に転身。
1947年に最高裁判事となり、1956年に定年を待たずに依願退官。
民事訴訟法の権威であり、論文集である『民事裁判の研究』は今なお多くの学術論文に引用される。
1957年に、同じく民事訴訟法の権威であり、定年前に退官した兼子一と共に兼子・岩松法律事務所を設立。

## 著書
- 「民事裁判の研究」(弘文堂・1961年)
- 「ある裁判官の歩み[第2版]」(日本評論社・1984年)